# Labastide-Castel-Amouroux
Labastide-Castel-Amouroux è un comune francese di 326 abitanti situato nel dipartimento del Lot e Garonna nella regione della Nuova Aquitania.

## Società

### Evoluzione demografica
Abitanti censiti